# Sy Barry
Seymour Barry (New York, 12 marzo 1928) è un fumettista statunitense, noto per essere stato il più prolifico disegnatore dell'Uomo mascherato.

## Carriera
Dopo essersi diplomato alla School of Industrial Art di New York inizia a lavorare nel fumetto come assistente del fratello, il disegnatore Dan Barry, occupandosi prevalentemente di sfondi, layout e inchiostrazione. Insieme lavorano sia per la DC Comics che per la Marvel Comics su personaggi come Jonny Peril, Rex e Phantom Stranger, ma l'apoteosi arriva quando il King Features Syndicate affida loro le strisce di Tarzan (1947) e Flash Gordon (1950).
Anche grazie a questi lavori, nel 1961 Sy Barry viene scelto dal King Features Syndicate come erede del disegnatore Wilson McCoy sulle strisce dell'Uomo mascherato. L'anno successivo inizia a disegnare anche le tavole domenicali, raccogliendo il testimone da Bill Lignante. In realtà lavorerà al personaggio principalmente come inchiostratore, avvalendosi spesso dell'aiuto di matitisti non accreditati come George Olesen, Joe Giella, Bob Forgione, André LeBlanc e Carmine Infantino.
Barry si occupa dell'Uomo mascherato per 33 anni ininterrotti fino al 1994, quando decide di ritirarsi dal fumetto stanco delle scadenze stressanti e delle turbolenze che avevano sempre contraddistinto il suo rapporto con lo sceneggiatore Lee Falk. Padre di tre figli e nonno di quattro nipoti, attualmente vive a Long Island (New York) con la moglie Simmy dedicandosi alla pittura. Oltre a ritratti realizzati combinando olio, acrilico e acquerello, ha prodotto numerosi dipinti dell'Uomo mascherato e alcuni suoi disegni sono stati utilizzati come copertine per varie edizioni, sia americane che straniere.